# 女の生きがい
「女の生きがい」（おんなのいきがい）は、1975年3月21日に発売されたテレサ・テンの4枚目のシングル。ポリドール・レコード（現ユニバーサルミュージック、レコード品番：DR 1920）発売。また、テレサ自身によって、「祈望」というタイトルで中国語版としてもカバーされた。

## 収録曲
（全作詞：山上路夫　作曲：平尾昌晃　編曲：森岡賢一郎）
1. 女の生きがい [3:34]
2. 夜霧 [3:14]